# Окріп
Окрі́п, або кип'ято́к, розм. вар — вода, доведена до температури кипіння.
Вода, що була зазнала процедури кипіння, але вже встигла охолонути, називають кип'яченою.
Кипіння води супроводжується рясним виділенням пари, при цьому зі складу рідини виділяються вільні молекули кисню. Для чистої прісної води при нормальному тиску в одну атмосферу на рівнинних ділянках Землі, що виходять за межі 500 метрів над рівнем моря, необхідна для кипіння температура становить 100 °C, що зустрічається тільки в лабораторних умовах. В окропі гинуть (точніше, впадають в нешкідливу для людини фазу) більшість хвороботворних мікробів (багато бактерій гинуть не від температури, а від часу впливу), також з жорсткої води випадають в осад солі, утворюючи накип.
Окріп застосовується для заварювання чаю і кави, для ополіскування фруктів та овочів з метою дезінфекції, розморожування замерзлих металічних механізмів (замків тощо).
Для отримання окропу застосовуються чайники та, інколи, в деяких країнах (параша), самовари. 